# Magdalena Zawadzka
Magdalena Zawadzka-Holoubek (ur. 29 października 1944 w Filipowicach) – polska aktorka teatralna, filmowa i telewizyjna.

## Życiorys

### Dokonania artystyczne

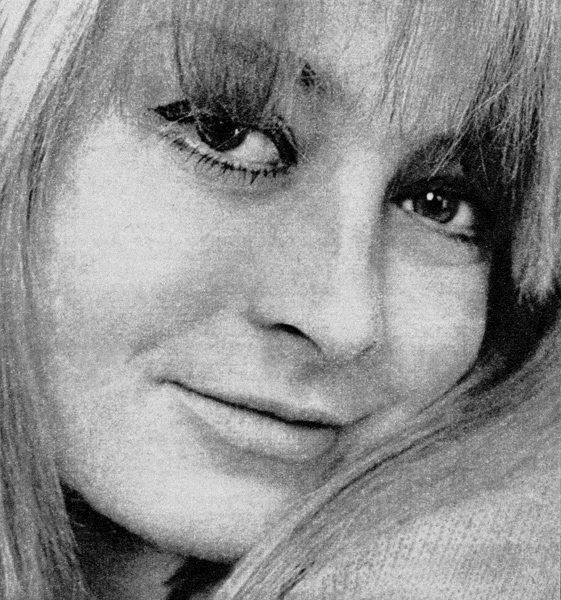
Zawadzka (ok. 1969)

Jako nastolatka występowała w telewizyjnym Młodzieżowym Studiu Poetyckim. W 1966 ukończyła studia w Państwowej Wyższej Szkole Teatralnej im. Aleksandra Zelwerowicza w Warszawie. Debiutowała w wieku 18 lat w filmie Jana Rybkowskiego Spotkanie w Bajce (1962). W 1966 zagrała główną rolę w komedii Pieczone gołąbki (1966) u boku Krzysztofa Litwina i w tym samym roku w komedii muzycznej Mocne uderzenie (1967) z Jerzym Turkiem.
Popularność zdobyła dzięki roli Basi Wołodyjowskiej w filmie Pan Wołodyjowski (1969) i serialu Przygody pana Michała (1969). Zagrała m.in. w filmach Rozwodów nie będzie (1964), Sublokator (1967), Klucze (1973), Mazepa (1976), którego reżyserem i scenarzystą był Gustaw Holoubek, Noce i dnie (1975), Łabędzi śpiew (1988) czy Goodbye Rockefeller (1993).
Występowała gościnnie m.in. na deskach Teatru Scena Prezentacje w Warszawie.
Gościnnie wystąpiła w serialach telewizyjnych Wojna domowa (1965–1966), Dziupla Cezara, Plebania. W 1996 użyczyła głosu w kreskówce Zakochany kundel. Zagrała Danutę Jankowską w serialu Samo życie i matkę Piotra Korzeckiego w czwartej serii serialu Magda M.

### Życie prywatne
Jej pierwszym mężem był operator filmowy Wiesław Rutowicz. W 1973 poślubiła Gustawa Holoubka, z którym ma syna, Jana.
Jej kuzynką jest australijska aktorka Magda Szubanski.

## Filmografia

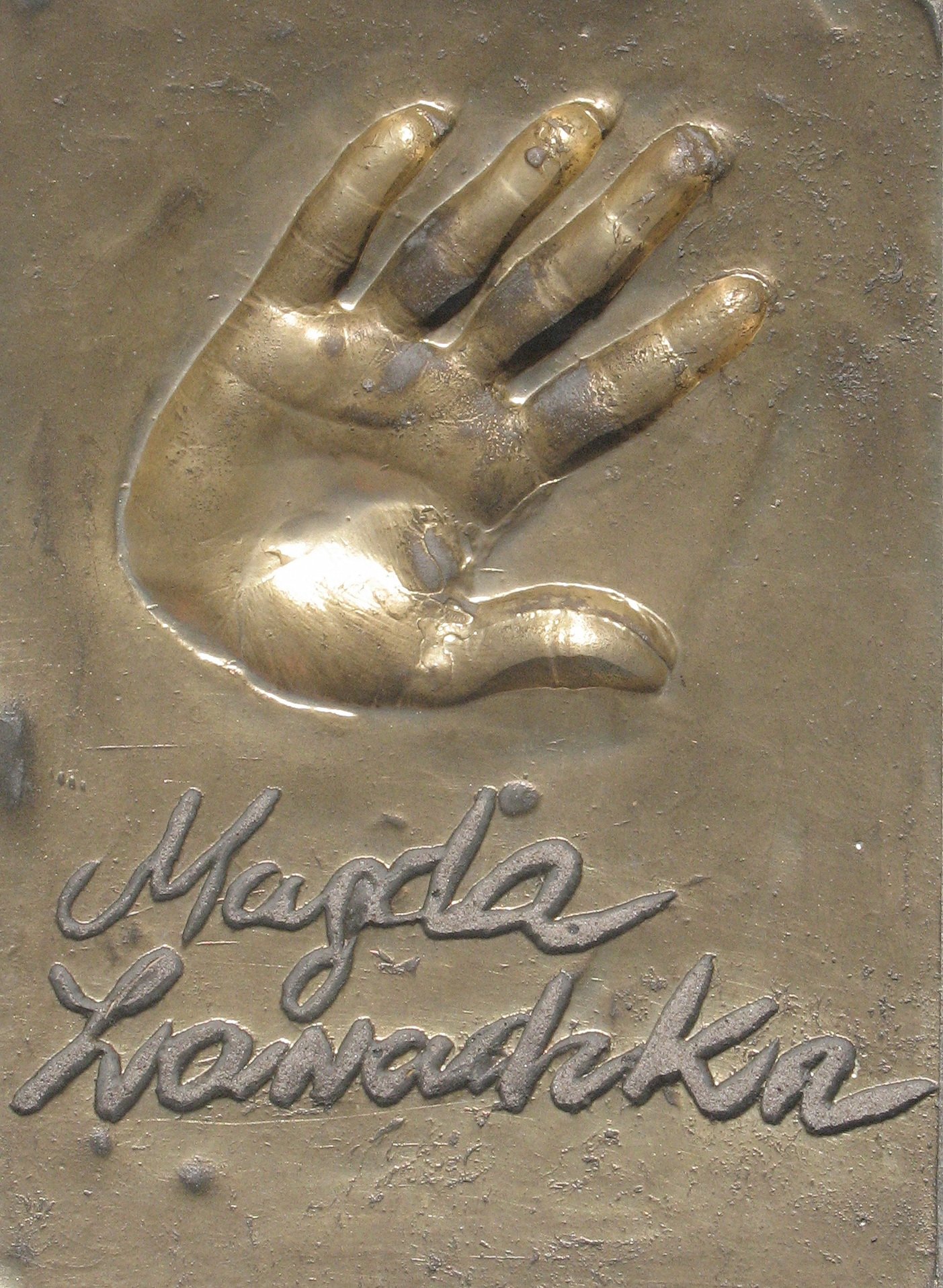
Odcisk dłoni M. Zawadzkiej na Promenadzie Gwiazd w Międzyzdrojach

- 1962: Spotkanie w Bajce – córka przewodniczącego MRN
- 1963: Rozwodów nie będzie – Kasia (nowela III)
- 1964: Zakochani są między nami – Katarzyna „Kajtek”
- 1964: Późne popołudnie – Tuńka, córka Marii
- 1965: Wojna domowa – piosenkarka Simona Grabczyk (odc. 2)
- 1965: Niedziela sprawiedliwości – Magda
- 1966: Sublokator – uczennica Małgosia, siostrzenica pani Marii
- 1966: Pieczone gołąbki – Katarzyna Zasławska
- 1966: Mocne uderzenie – Lola
- 1967: Marsjanie – żona
- 1967: Kiedy miłość była zbrodnią – Marika, polska robotnica
- 1969: Przygody pana Michała – Basia Wołodyjowska
- 1969: Pan Wołodyjowski – Basia Wołodyjowska
- 1969: Nowy – panna Bożenka w dziale BHP
- 1969: Mieszczanin szlachcicem – Michasia
- 1970: Pogoń za Adamem – aktorka Magda Zawadzka
- 1970: Mały – Natalia Lewicka
- 1971: Pierwsza miłość – Zinaida Zasiekin
- 1973: Klucze – Helena
- 1975: Noce i dnie – Ksawunia Woynarowska
- 1975: Mazepa – Amelia, żona Wojewody
- 1976: Barwy ochronne – Mariola, żona prorektora
- 1977: Noce i dnie – Ksawunia Woynarowska
- 1986: Lucyna
- 1988: Mistrz i Małgorzata – sekretarka Proleżniewa, „znikniętego” urzędnika (odc. 2)
- 1988: Łabędzi śpiew – Lena, przyjaciółka Ewy
- 1990: Mów mi Rockefeller – Magda Malinowska
- 1992: Żegnaj, Rockefeller – Magda Malinowska
- 1992: Białe małżeństwo – ciotka Aniela
- 1993: Goodbye Rockefeller – Magda Malinowska
- 1994: Szczur – żona Bronki
- 1994: Oczy niebieskie – matka Ani
- 1994–1995: Fitness Club – kosmetyczka Grażyna, pracownica fitness clubu
- 1996: Opowieści weekendowe: Damski interes – Łukowska
- 1997–1998: Z pianką czy bez – Regina Żago-Lalicka
- 2000–2001: Na dobre i na złe – Klara, szwagierka Zyberta
- 2002–2010: Samo życie – Danuta Jankowska, matka Teresy
- 2004: Dziupla Cezara – ciocia Zuzia (odc. 7)
- 2005: Plebania (odc. 526 i 527)
- 2007: Ryś – Kocur, sprzątaczka w komendzie policji w Suwałkach
- 2007: Magda M. – Zofia Korzecka, matka Piotra
- 2008–2009: 39 i pół – Krystyna Sobańska, matka Anki Jankowskiej
- 2014: Prawo Agaty – Wanda, przyjaciółka Waldemara (odc. 75)
- 2015: Zbrodnia – Elżbieta Lubczyńska, matka Cezarego
- 2015: Excentrycy – Bufetowa w „Kameralnej”
- 2019: W rytmie serca – Leokadia Biernacka, babcia Marii

## Dubbing
- 1955: Zakochany kundel (wersja dubbingu z 1996 r.)
- 1964: Noc iguany – Charlotte Goddard
- 1985–1992: Historie biblijne – Dalila (Pierwsza wersja wydana na VHS)
- 2006: Mój brat niedźwiedź 2 – Anda

## Odznaczenia i nagrody
- Złoty Medal „Zasłużony Kulturze Gloria Artis” (12 grudnia 2014)[5]
- Krzyż Kawalerski Orderu Odrodzenia Polski za wybitne zasługi dla kultury polskiej, za osiągnięcia w twórczości artystycznej (18 lutego 2003)[6][7].
- Odznaka Zasłużony Działacz Kultury (1979)
- Nagroda za rolę Muszki w przedstawieniu „Skiz” Gabrieli Zapolskiej w reż. Witolda Zatorskiego w Teatrze Dramatycznym w Warszawie na 8. Opolskich Konfrontacjach Teatralnych (1982)
- Złota Maska w plebiscycie czytelników „Expressu Wieczornego” na najpopularniejszą aktorkę (1970)
- Srebrna Maska w plebiscycie „Expressu Wieczornego” na najpopularniejszą aktorkę – dwukrotnie (1968, 1971)
- Złote Grono na I Lubuskim Lecie Filmowym w Łagowie za rolę Basi Wołodyjowskiej w filmie Pan Wołodyjowski (1969)
- I miejsce w plebiscycie czytelników „Panoramy Północy” na najpopularniejszą aktorkę filmową (1969)
- Ikona Polskiego Kina na Kolobrzeg Suspense Film Festival (2017)